# Teorema de Künneth
En matemáticas, especialmente en álgebra homológica y topología algebraica, un teorema de Künneth, también llamado fórmula de Künneth, es un enunciado que relaciona la homología de dos objetos con la homología de su producto. El enunciado clásico del teorema de Künneth relaciona la homología singular de dos espacios topológicos X e Y y su espacio producto {\displaystyle X\times Y}. En el caso más simple posible la relación es la de un producto tensorial, pero para aplicaciones muy a menudo es necesario aplicar ciertas herramientas del álgebra homológica para expresar la respuesta.
Un teorema de Künneth o una fórmula de Künneth es cierto en muchas teorías de homología y cohomología diferentes, y el nombre se ha vuelto genérico. Estos numerosos resultados llevan el nombre del matemático alemán Hermann Künneth.

## Homología singular con coeficientes en un campo
Sean X e Y dos espacios topológicos. En general se utiliza homología singular; pero si X e Y resultan ser complejos CW, entonces esto puede reemplazarse por homología celular, porque es isomorfa a la homología singular. El caso más simple es cuando el anillo de coeficientes de homología es un campo F. En esta situación, el teorema de Künneth (para homología singular) establece que para cualquier número entero k,
{\displaystyle \bigoplus _{i+j=k}H_{i}(X;F)\otimes H_{j}(Y;F)\cong H_{k}(X\times Y;F)}.
Además, el isomorfismo es un isomorfismo natural. La aplicación de la suma al grupo de homología del producto se llama producto cruzado. Más precisamente, existe una operación de producto cruzado mediante la cual un ciclo i en X y un ciclo j en Y se pueden combinar para crear un {\displaystyle (i+j)} - ciclo encendido {\displaystyle X\times Y}; de modo que haya un mapeo lineal explícito definido a partir de la suma directa a {\displaystyle H_{k}(X\times Y)}.
Una consecuencia de este resultado es que los números de Betti, las dimensiones de la homología con {\displaystyle \mathbb {Q} } coeficientes, de {\displaystyle X\times Y} se puede determinar a partir de los de X e Y. Si {\displaystyle p_{Z}(t)} es la función generadora de la secuencia de números de Betti {\displaystyle b_{k}(Z)} de un espacio Z, entonces
{\displaystyle p_{X\times Y}(t)=p_{X}(t)p_{Y}(t).}
Aquí, cuando hay un número finito de números Betti de X e Y, cada uno de los cuales es un número natural en lugar de {\displaystyle \infty }, esto se lee como una identidad en los polinomios de Poincaré. En el caso general, se trata de series de potencias formales con coeficientes posiblemente infinitos y deben interpretarse en consecuencia. Además, la afirmación anterior es válida no sólo para los números de Betti sino también para las funciones generadoras de las dimensiones de la homología en cualquier campo. (Si la homología de enteros no está libre de torsión, entonces estos números pueden diferir de los números estándar de Betti).

## Homología singular con coeficientes en un dominio ideal principal
La fórmula anterior es sencilla porque los espacios vectoriales sobre un campo tienen un comportamiento muy restringido. A medida que el anillo de coeficientes se vuelve más general, la relación se vuelve más complicada. El siguiente caso más simple es el caso en el que el anillo de coeficientes es un dominio ideal principal. Este caso es particularmente importante porque los números enteros {\displaystyle \mathbb {Z} } son un PID.
En este caso, la ecuación anterior ya no siempre es cierta. Un factor de corrección parece tener en cuenta la posibilidad de fenómenos de torsión. Este factor de corrección se expresa en términos del funtor Tor, el primer funtor derivado del producto tensorial.
Cuando R es un PID, entonces el enunciado correcto del teorema de Künneth es que para cualquier espacio topológico X e Y existen secuencias exactas cortas naturales
{\displaystyle 0\to \bigoplus _{i+j=k}H_{i}(X;R)\otimes _{R}H_{j}(Y;R)\to H_{k}(X\times Y;R)\to \bigoplus _{i+j=k-1}\mathrm {Tor} _{1}^{R}(H_{i}(X;R),H_{j}(Y;R))\to 0.}
Además, estas secuencias se dividen, pero no canónicamente.

### Ejemplo
Las secuencias exactas cortas que acabamos de describir se pueden utilizar fácilmente para calcular los grupos de homología con coeficientes enteros del producto. {\displaystyle \mathbb {RP} ^{2}\times \mathbb {RP} ^{2}} de dos planos proyectivos reales, en otras palabras, {\displaystyle H_{k}(\mathbb {RP} ^{2}\times \mathbb {RP} ^{2};\mathbb {Z} )} . Estos espacios son complejos CW. Denotando el grupo de homología {\displaystyle H_{i}(\mathbb {RP} ^{2};\mathbb {Z} )} por {\displaystyle h_{i}} En aras de la brevedad, se sabe por un simple cálculo con homología celular que
{\displaystyle h_{0}\cong \mathbb {Z} } ,
{\displaystyle h_{1}\cong \mathbb {Z} /2\mathbb {Z} } ,
{\displaystyle h_{i}=0} para todos los demás valores de i.
El único grupo Tor distinto de cero (producto de torsión) que se puede formar a partir de estos valores de {\displaystyle h_{i}} es
{\displaystyle \mathrm {Tor} _{1}^{\mathbb {Z} }(h_{1},h_{1})\cong \mathrm {Tor} _{1}^{\mathbb {Z} }(\mathbb {Z} /2\mathbb {Z} ,\mathbb {Z} /2\mathbb {Z} )\cong \mathbb {Z} /2\mathbb {Z} } .
Por lo tanto, la secuencia exacta corta de Künneth se reduce en todos los grados a un isomorfismo, porque en cada caso hay un grupo cero en el lado izquierdo o derecho de la secuencia. El resultado es
{\displaystyle {\begin{aligned}H_{0}\left(\mathbb {RP} ^{2}\times \mathbb {RP} ^{2};\mathbb {Z} \right)\;&\cong \;h_{0}\otimes h_{0}\;\cong \;\mathbb {Z} \\H_{1}\left(\mathbb {RP} ^{2}\times \mathbb {RP} ^{2};\mathbb {Z} \right)\;&\cong \;h_{0}\otimes h_{1}\;\oplus \;h_{1}\otimes h_{0}\;\cong \;\mathbb {Z} /2\mathbb {Z} \oplus \mathbb {Z} /2\mathbb {Z} \\H_{2}\left(\mathbb {RP} ^{2}\times \mathbb {RP} ^{2};\mathbb {Z} \right)\;&\cong \;h_{1}\otimes h_{1}\;\cong \;\mathbb {Z} /2\mathbb {Z} \\H_{3}\left(\mathbb {RP} ^{2}\times \mathbb {RP} ^{2};\mathbb {Z} \right)\;&\cong \;\mathrm {Tor} _{1}^{\mathbb {Z} }(h_{1},h_{1})\;\cong \;\mathbb {Z} /2\mathbb {Z} \\\end{aligned}}}
y todos los demás grupos de homología son cero.

## La secuencia espectral de Künneth
Para un anillo conmutativo general R, la homología de X e Y está relacionada con la homología de su producto mediante una secuencia espectral de Künneth.
{\displaystyle E_{pq}^{2}=\bigoplus _{q_{1}+q_{2}=q}\mathrm {Tor} _{p}^{R}(H_{q_{1}}(X;R),H_{q_{2}}(Y;R))\Rightarrow H_{p+q}(X\times Y;R).}
En los casos descritos anteriormente, esta secuencia espectral colapsa para dar un isomorfismo o una secuencia exacta corta.

## Relación con el álgebra homológica e idea de prueba
El complejo de cadenas del espacio X × Y está relacionado con los complejos de cadenas de X e Y por un cuasiisomorfismo natural
{\displaystyle C_{*}(X\times Y)\cong C_{*}(X)\otimes C_{*}(Y).}
Para cadenas singulares este es el teorema de Eilenberg y Zilber. Para cadenas celulares en complejos CW, se trata de un isomorfismo sencillo. Entonces, la homología del producto tensorial de la derecha viene dada por la fórmula espectral de Künneth del álgebra homológica. 
La libertad de los módulos de la cadena significa que en este caso geométrico no es necesario utilizar ninguna hiperhomología o producto tensorial derivado total.
Existen análogos de las declaraciones anteriores para la cohomología singular y la cohomología de gavilla. Para la cohomología de gavillas en una variedad algebraica, Alexander Grothendieck encontró seis secuencias espectrales que relacionan los posibles grupos de hiperhomología de dos complejos de cadenas de gavillas y los grupos de hiperhomología de su producto tensorial. 

## Teoremas de Künneth en teorías de homología y cohomología generalizadas
Existen muchas teorías de homología y cohomología generalizadas (o "extraordinarias") para espacios topológicos. La teoría K y el cobordismo son los más conocidos. A diferencia de la homología y cohomología ordinarias, normalmente no pueden definirse mediante complejos de cadenas. Por tanto, los teoremas de Künneth no pueden obtenerse mediante los métodos anteriores de álgebra homológica. Sin embargo, los teoremas de Künneth en la misma forma se han demostrado en muchísimos casos mediante otros métodos diferentes. Los primeros fueron el teorema de Künneth de Michael Atiyah para la teoría K compleja y el resultado de Pierre Conner y Edwin E. Floyd sobre el cobordismo.   Surgió un método general de prueba, basado en una teoría homotópica de módulos sobre espectros de anillos altamente estructurados.   La categoría de homotopía de dichos módulos se parece mucho a la categoría derivada del álgebra homológica.